# Hafellia levieri
Hafellia levieri är en lavart som först beskrevs av Jatta, och fick sitt nu gällande namn av Pusswald & Kantvilas. Hafellia levieri ingår i släktet Hafellia och familjen Physciaceae.   Inga underarter finns listade i Catalogue of Life.